# Cirsonella densilirata
Cirsonella densilirata är en snäckart som beskrevs av Suter 1908. Cirsonella densilirata ingår i släktet Cirsonella och familjen Skeneidae. Inga underarter finns listade i Catalogue of Life.